# Comuna Volea-Vîsoțka, Jovkva
Volea-Vîsoțka (în ucraineană Воля-Висоцька) este o comună în raionul Jovkva, regiunea Liov, Ucraina, formată din satele Volea-Vîsoțka (reședința) și Zavadî.

## Demografie
Componența lingvistică a comunei Volea-Vîsoțka
     Ucraineană (98,58%)
     Rusă (1,37%)
     Alte limbi (0,05%)
Conform recensământului din 2001, majoritatea populației comunei Volea-Vîsoțka era vorbitoare de ucraineană (98,58%), existând în minoritate și vorbitori de rusă (1,37%).